# يانغ يوي (سياسي)
يانغ يوي (بالصينية: 杨岳) هو سياسي صيني، ولد في 1 يوليو 1968 في شينغتشينغ في الصين. نشط حزبياً في الحزب الشيوعي الصيني.